# Абильсиитов, Галым Абильсиитович
Абильсиитов Галым Абильсиитович (род. 1940) — экс-министр по науке и новым технологиям и экс-вице-премьер в правительстве республики Казахстан, первый директор Научно-исследовательского центра по технологическим лазерам Академии наук СССР, Специалист в области лазерной техники, доктор технических наук.

## Биография
Галым Абильсиитов был одним из руководителем всесоюзного движения студенческих строительных отрядов. Руководство стройотрядами стало его профессией, его карьерой.
- В 1961 г. — был командиром одного из отрядов МГУ
- В 1963 г. — был командиром Павлодарского областного отряда, затем зам. командира Всесоюзного отряда
- В 1966 г. — стал командиром Всесоюзного отряда
- В 1971—1979 — заместитель директора ФИАЭ им. Курчатова в Москве, фактически являлся руководителем строительства города науки Троицка в Московской области.
- С 1979 — директор Научно-исследовательского центра по технологическим лазерам Академии наук СССР в г. Шатура
- После распада СССР перешёл на работу в правительство Казахстана.
- 30 июня 1992 г. — 11 октября 1994 — министр по науке и новым технологиям и вице-премьер в правительстве Республики Казахстан в составе правительства Сергея Терещенко
- В 1994 — один из инициаторов сдачи Байконур в аренду[1]
- В августе 1994 года ушёл из правительства и затем успешно занимался бизнесом: был президентом Национальной акционерной компании «Техносистем», Института системных и технологических проектов «Инстистип».
- В 1996—1997 г. по политическим мотивам задерживался властями Казахстана на короткое время. Однажды в знак протеста против политики властей проводил голодовку, и был задержан в плохом состоянии.
- в 1997 году ушёл в оппозицию против тогдашнего премьера Кажегельдина и стал одним из основателей и лидеров движения «Азамат».[2]

Сейчас фактически отошёл от политики и занимается прикладной наукой.

## Награды
Будучи студентом 4 курса получил орден Советского Союза — «Знак Почёта».
Будучи директором НИЦТЛ АН СССР, был награждён орденом Трудового Красного Знамени.
Лауреат государственной премии СССР в области науки и техники (1984).